# 武汉公交757路
武汉公交757路是中国湖北省武汉市的一条公交线路，运营区间为鲁磨路光谷广场至高新六路康一路。由武汉公交集团公司第五营运公司经营。其前身为武汉市鲁巷至汪田村的4107路私营小巴士。2009年5月中旬，因武黄高速封闭施工，757路暂不进武汉工程大学，由高新四路到万科魅力之城后右转直达流芳，取消小符湾、大舒村、流芳大道3站。另外，788路由鲁磨路走757路沿线经高新四路到万科魅力之城后左转到武汉工程大学，取消小符湾、大舒村两站。

## 去行停靠站点
共20站。
鲁磨路→民院路→上钱村→下钱东村→紫菘枫林上城→关山中学→关山→光谷太阳城→武汉职业技术学院→曙光村→大彭村→三李陈→郑桥→万科魅力之城→流芳法庭→大邱市场→流芳老客运站→汪田村

## 回行停靠站点
共20站。
汪田村→流芳老客运站→大邱市场→流芳法庭→万科魅力之城→郑桥→三李陈→大彭村→曙光村→武汉职业技术学院→光谷太阳城→关山→关山中学→紫菘枫林上城→下钱东村→上钱村→民院路→鲁磨路